# Dmytro Kotsioubaïlo
Pour les articles homonymes, voir Vinci.
Dmytro Ivanovytch Kotsioubaïlo (en ukrainien : Дмитро Іванович Коцюбайло), dit Da Vinci, né le 1er novembre 1995 et mort le 7 mars 2023 à Bakhmout, est un soldat volontaire ukrainien, commandant du 1er Bataillon de la 67e brigade mécanisée des Forces armées de l'Ukraine.

## Biographie
Dmytro Kotsioubaïlo est né le 1er novembre 1995 dans le village de Zadnestryanskoye, qui fait maintenant partie de la communauté Burshtyn de la région d'Ivano-Frankivsk en Ukraine.
Il est diplômé de l'école secondaire Bovshevskaya et de l'Ivano-Frankivsk Art Lyceum.
Après avoir participé activement à Euromaïdan, il s'engage dès 2014 dans le conflit avec la Russie. Il commande un peloton de volontaires (2014), puis une compagnie (2015). En 2014, il est grièvement blessé lors de combats près du village de Pisky à la périphérie de Donetsk, mais, après son rétablissement, il retourne au front. Dès 2022 et jusqu'à sa mort, il prend part aux hostilités lors de l'invasion russe de l'Ukraine dans l'armée de cette dernière.
Il milite auprès du parti ultranationaliste Secteur droit.
Il partage sa vie avec Alina Mykhaïlova, cheffe du service médical de son bataillon, formant un couple.

### Mort
Le 7 mars 2023, Dmytro Kotsioubaïlo meurt dans la bataille de Bakhmout. Sa mort est annoncée par le président ukrainien Volodymyr Zelensky dans un message vidéo :

« Aujourd'hui, Da Vinci, un héros de l'Ukraine, un volontaire, un homme-symbole, un homme-courage, est mort au combat : Dmytro Kotsioubaïlo, combattant de la 67e brigade mécanisée séparée, commandant de bataillon. Il est mort au combat près de Bakhmout, dans la bataille pour l'Ukraine. »

## Hommages

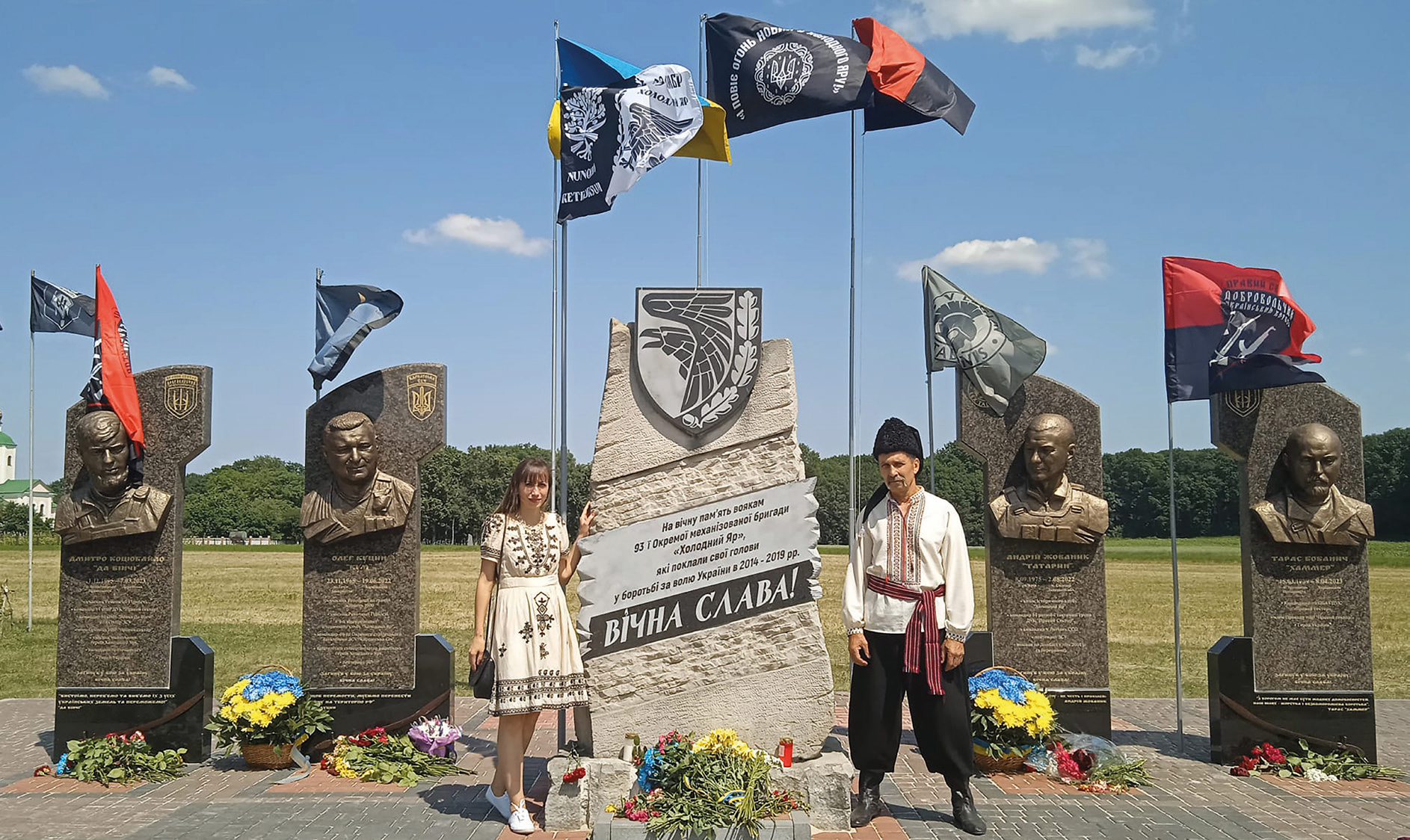
Mémorial à Oleh Koutsyne, Andriy Jovanyk, Taras Bobanytch et Dmytro Kotsioubaïlo dans le Parc national de Kholodny Yar.

### Décoration
- Héros de l'Ukraine[7]